# Damián Flores Llanos
Damián Flores Llanos (Acehúche, Cáceres, 18 de agosto de 1963) es un pintor e ilustrador español. Damián Flores es uno de los representantes de la reciente pintura figurativa española, y es conocido por sus paisajes urbanos. En su obra predomina la técnica del óleo, aunque también trabaja con acuarela, grabado y serigrafía. También ha ilustrado libros y ha diseñado dibujos para cerámicas. Heredero de la pintura metafísica y del Surrealismo, destaca por su interés por la arquitectura racionalista de Madrid, motivo frecuente de su obra en óleo. Entre sus trabajos al óleo de los últimos años, e inspirado en la obra de Edward Hopper, figura la serie de cuadros que ilustran los rincones y las construcciones de una ciudad desaparecida, el Madrid de los años '30, unos lugares perdidos, reencontrados en blanco y negro y revividos o resucitados con sus colores.

## Biografía
Damián Flores pasó gran parte de su infancia en Belalcázar (Córdoba). Es licenciado en Bellas Artes por la Universidad Complutense de Madrid, en la especialidad de grabado. Desde 1992, ha realizado un gran número de exposiciones individuales y colectivas en galerías de Madrid, Santander, Valencia, Cáceres y Córdoba. Ha participado en varias ediciones de la feria ARCO de Madrid. Además, ha obtenido becas como la de la Academia de España en Roma en 1996. Su obra forma parte de colecciones importantes como la Museo de Arte Contemporáneo de Unión Fenosa , El Centro Gallego de Arte Contemporáneo, el Museo Extremeño e Iberoamericano de Arte Contemporáneo de Badajoz, o el Museo Municipal de Madrid. 

“ Es probable que lo primero que llame la atención de su pintura sea, precisamente, esa visión impregnada, llena de perspectivas y ángulos insólitos que muestran sus paisajes, lugares apacibles y luminosos fidedignamente recreados, al menos en apariencia. Porque ante sus cuadros se acaba siempre teniendo la sospecha de que lo que se contempla es una realidad fabulada, figurada,  repleta de invenciones, a veces, inquietamente inapreciables. La pintura de Damián Flores presenta a mi juicio esa atractiva dualidad de lo imaginario y lo poderosamente real, una invención en la que todos los mundos son posibles, tal vez incluso deseables, o preferibles.”.
Jesús Marchamalo

## Exposiciones individuales
- 1992: El viaje de la Pintura. Galería El Caballo de Troya, Madrid.
- 1994: Paseos y Ensueños. Galería El Caballo de Troya, Madrid
- 1995: Paisajes. Galería My name´s Lolita Art, Valencia.

Luz del Norte. Galería Siboney, Santander
- 1996: El Taller de Sueños. Sala El Broncense. Diputación de Cáceres.

Roma-Medinaceli. Galería Arco Romano, Medinaceli (Soria)
- 1997: Viaje a Italia. Galería Estampa, Madrid.
- 1998: Nostalgia de la pintura, nostalgia de la modernidad. Galería DV, San Sebastián

Color del alma. Galería Siboney, Santander.
- 1999: Once domicilios distintos. Galería My name´s Lolita Art, Valencia
- 2000: A través del canal. Galería Arco Romano, Medinaceli, (Soria)
- 2001: Nuestro Hombre en la Habana. Galería My name´s Lolita Art, Madrid.

Oh Lisboa, meu Lar. Galería María Llanos. Cáceres
- 2002: Viaje al Veneto. Galería My name´s Lolita Art, Valencia.

Laberintos. Galería Siboney, Santander
- 2003: 15 Arquitecturas más 37 figuras. La Residencia. Castro Urdiales. (Cantabria)

Quiero una casa. Galería Siboney, Santander.
- 2004: Homenajes y retratos. Colegio Mayor Rector Peset. Universidad de Valencia

En las islas del fuego y de la sal. Galería Juan Amiano, Pamplona.
	Viaje a Oporto. Galería María Llanos, Cáceres
- 2005: Sombras blancas, azules, en la ciudad y el río. Galería Félix Gómez, Sevilla

Arquitectura racionalista en Madrid. Galería Estampa, Madrid.
- 2006: Un viaje galaico. Galería Marisa Marimón, Orense.
- 2007: Viaje a Nueva York. Galería Siboney, Santander.

Dibujos de cine. Una mirada al Cine Español de los 50. Sala de Proyectos, Galería Estampa, Madrid.
- 2008: Viaje a Gijón. Galería Cornión, Gijón.
- 2009: Arquitectura racionalista en Madrid II. Galería Estampa, Madrid.
- 2010: Gran Vía exposición de Damián Flores en la Galería Estampa en Madrid
- 2011: Ruta Le Corbusier exposición del año 2011 para la Galería de Arte Siboney
- 2012: Bilbao  Galería Juan Manuel Lumbreras
- 2013: Eduardo Torroja exposición en la galería de arte Estampa
- 2014: “Ese sol de la infancia” fue una exposición del artista plástico español, Damián Flores, realizada para el Museo Etnológico de Hinojosa del Duque en agosto de 2014.
- 2015: "Los lugares de Ramón" Los lugares de Ramón, fue una exposición del artista plástico español Damián Flores del año 2015
- 2015: "Barcelona la luz de la memoria" fue una exposición individual del artista español Damián Flores realizada en la Galería Alejandro Salesentre junio-julio de 2015
- 2016: “Madrid ramoniano” es una exposición del artista plástico español, Damián Flores, expuesta en la Galería Estampa a partir del 16 de junio de 2016.
- 2016: “Aun plein air” fue una exposición del artista plástico español, Damián flores, expuesta en la Galería Siboney del 16 de abril al 18 de mayo de 2016
- 2017: "Damián Flores un itinerario entre arquitectura, literatura y retrato" Del 10 de noviembre al 15 de diciembre de 2017 en la  Sala Rivadavia de Cádiz, calle Pte. Rivadavia, 3 Cádiz España
- 2017: "La casa Malaparte" Sala de exposiciones: La Calcografía
- 2017: “El Viaje y el Escritor” Centro Cultural Conde Duque en Madrid
- 2018: "Las ciudades literarias" CENTRO SEFARAD-ISRAEL Palacio de Cañete. Calle Mayor, 69. 28013 Madrid
- 2018: "El viaje y el escritor" exposición de El viaje y el escritor en Belalcázar (Córdoba)
- 2018: "Lvcea en torno a la luz" exposición colectiva de Damián Flores en la tienda Bulgary de Madrid
- 2018: "Letraheridos" exposición de estarcidos de Damián Flores en la librería Polifemo
- 2019: "Lugares de la Memoria Torrelavega" exposición de Damián Flores en la Sala de exposiciones Mauro Muriedas en Torrelavega (Cantabria)
- 2019: "Exposición Bienio pidalino" exposición colectiva de Damián Flores en la Fundación Ramón Menéndez Pidal
- 2020: "Exposición Portátil/ Literatura Venezolana, en la librería El Buscón de Caracas
- 2020: "Paisajes Mínimos
- 2020: "La vida arquitectónica de Luis Gutiérrez Soto Exposición sobre las obras del arquitecto español Luis Gutiérrez Soto
- 2022: Exposición Portátil/ Literatura Venezolana 25+1, en la Poeteca de Caracas

“Damián Flores es uno de los representantes ya consagrados de la joven pintura figurativa, y conocido por sus paisajes urbanos, luminosos y melancólicos.”
Jesús Marchamalo

## Premios y becas
- 1993:		Adquisición de obra en el certamen Aduana, Cádiz
- 1995:		Beca Cursos de Arte Mojácar
- 1995:		Obra seleccionada en la IV Bienal de Pintura Ciudad de Pamplona.
- 1996:		Obra seleccionada en la V Bienal de Murcia.
- 1996:		Institución El Brocense (Cáceres)
- 1996-97:	Beca del Ministerio de Asuntos Exteriores. Academia Española en Roma.
- 1999:		Tercer Premio TODISA de Pintura, Madrid
- 2001:		Adquisición de obra. XVI Bienal de Pintura Ciudad de Zamora
- 2003:		Adquisición de obra VII Mostra Unión Fenosa, La Coruña

## Colecciones y museos
- Museo de Arte Contemporáneo de Unión Fenosa
- Colección Caja de Burgos
- Museo Municipal de Madrid
- Ministerio de Asuntos Exteriores
- Museo Extremeño e Iberoamericano de Arte Contemporáneo de Badajoz
- Biblioteca Nacional de España, Galería de Retratos del Premio Cervantes
- Consejo Superior de Deportes
- Colección Universidad de Valencia
- Colección Centro Gallego de Arte Contemporáneo (CGAC)
- Colección Junta de Extremadura
- Colección Asamblea de Extremadura

## Obra seleccionada
- Gasolinera Porto Pi, óleo/tabla, 54x65 cm, 2005.
- Capitol, óleo/tabla, 80x54 cm, 2005.
- Piscinas la Isla, óleo/tabla, 55x97 cm, 2005.
- Viviendas de Vallehermoso, óleo/tabla, 63x43,5 cm, 2005.
- Teatro Fígaro, óleo/tabla,  61x35 cm, 2005.
- Torre mercado de Toledo, óleo/tabla, 40x30 cm, 2005.
- Colonia El Viso, óleo/tabla, 30x30 cm, 2005.
- Luis Gutiérrez Soto ante Chicote, óleo/tabla, 37x52 cm, 2005.
- Viaducto, óleo/tabla, 40x30 cm, 2005.
- Central eléctrica, óleo/tabla, 32x27 cm, 2005.
- Hipódromo, óleo/tabla, 20x37 cm, 2005.
- Cine Barceló, óleo/tabla, 65x52 cm, 2005.
- Capitol, óleo/tabla, 100 cm. (diámetro), 2008.
- Hipódromo de la Zarzuela, óleo/lienzo, 89x146 cm, 2008.
- Frontón Recoletos, óleo/lienzo, 130x55 cm, 2008.
- Cine Barceló, óleo/lienzo, 130x54 cm, 2008.
- Café Negresco, óleo/lienzo, 46x65 cm, 2008.
- Café Zahara, óleo/lienzo, 41x50 cm, 2008.
- Imprenta Municipal, óleo/lienzo, 38x54 cm, 2008.
- Bar Tánger, óleo/lienzo, 41x33 cm, 2008.
- Cine Tetuán, óleo/lienzo, 41x61 cm, 2008.
- Discos Rekord, óleo/lienzo, 41x33 cm, 2008.
- Tienda Pizarrita, óleo/lienzo, 41x50 cm, 2008.
- Interior Pizarrita, óleo/lienzo, 41x50 cm, 2008.

## Libros ilustrados
- El foiegras de Gris y otras historias de pintores (Diputación Provincial de Cuenca, 2006).
- 39 escritores y medio (Siruela, 2006, 2007).
- 44 escritores de la literatura universal (Siruela, 2009).
- Tocar los libros (CSIC, 2008).
- Capital aborrecida. La aversión hacia Madrid en la literatura y la sociedad (Polifemo, 2010).

## Citas
- Bonet Correa, Antonio (2005). Arquitectura para una imposible "Edad de Oro". Galería Estampa, Madrid.
- Ortega Dolz, Patricia (2009). Un susurro de la memoria. www.elpais.com (16/02/2009).
- Marchamalo, Jesús (2002). Laberintos. Galería Siboney, Santander.

- Marchamalo, Jesús (2006). 39 escritores y medio. Siruela, Madrid. ISBN 84-7844-239-1.

## Catálogos
- Arquitectura racionalista en Madrid I, Galería Estampa, Madrid, 2005-2006
- Un viaje galaico, Galería Marisa Marimón, Ourense, 2006
- Arquitectura racionalista en Madrid II, Galería Estampa, Madrid, 2009

- Datos: Q5797821